# Pareremus spinosus
Pareremus spinosus är en insektsart som först beskrevs av Heinrich Hugo Karny 1931.  Pareremus spinosus ingår i släktet Pareremus och familjen Gryllacrididae. Inga underarter finns listade i Catalogue of Life.